# Sympathisant
Als Sympathisant gilt eine Person, die für eine Gruppe, deren Idee, Ideologie oder ihre Vertreter Sympathie empfindet und dies oftmals öffentlich bekundet.
Der Begriff wurde von deutschen Behörden, Politikern und Medien in den 1970er- und 1980er-Jahren vor allem im Zusammenhang mit der terroristischen Gruppe Rote Armee Fraktion geprägt und benutzt. Sympathisanten sind im Gegensatz zu Aktivisten nicht selbst tätig und nicht Mitglieder von Organisationen.